# كمال خرازي
كمال خرازي ولد سنة (1944 في طهران وزير الخارجية الإيراني السابق في حكومة محمد خاتمي من 1997 وحتى 2005 عندما وصل أحمدي نجاد إلى السلطة وعين خلفا له منوشهر متكي، درج في سلم الدبلوماسية الإيرانية من 1979و من 1980 حتى 1989 كان نائب مدير وكالة الأخبار الإيرانية وأثناء حرب الخليج الأولى كان عضوا في مجلس الدفاع الأعلى وفي سنة 2000 كان أول وزير إيراني يزور بريطانيا منذ عشرين سنة لكنه تعرض في 2003 لمناهضة وحملة تطالب بابعاده من أعضاء البرلمان الإيراني المجلس بسبب فشله في حماية المصالح الوطنية.